# Hồ yêu tiểu hồng nương: Nguyệt hồng thiên
Hồ yêu tiểu hồng nương: Nguyệt hồng thiên là một bộ phim cổ trang Trung Quốc thuộc thể loại tiên hiệp kỳ ảo do Công ty TNHH Hằng Tinh Dẫn Lực Media sản xuất và Mạch Quán Chi, Đỗ Lâm là đạo diễn phát sóng tại Việt Nam ngày 23 tháng 05 năm 2024 trên ứng dụng IQIYI và ứng dụng VieON. Bộ phim có sự tham gia diễn xuất của các diễn viên gồm Dương Mịch, Cung Tuấn, Quách Hiểu Đình, Ngụy Triết Minh, Hồ Liên Hinh, Ôn Tranh Vanh, Phạm Minh, Lương Siêu, Hoàng Chí Vĩ, Lý Vũ Hạo, Hồng Tiêu, Phùng Tiểu Đồng, Chúc Tự Đan, Dương Sĩ Trạch, Trần Dao, Mao Tử Tuấn, Trần Đô Linh và Trương Lăng Hách.

## Nội dung
Yêu tộc Đồ Sơn nhiều đời canh giữ cây Khổ Tình nên duyên cho kẻ có tình trong thiên hạ. Tộc Đồ Sơn thời này có 3 tỷ muội nắm giữ trọng trách: Tam muội là Đồ Sơn Dung Dung (Hồ Liên Hinh) tính toán từng đồng, được gọi là Hồ yêu ngàn mặt, chống đỡ huyết mạch Đồ Sơn; Nhị tỷ Đồ Sơn Nhã Nhã (Quách Hiểu Đình) kiêu ngạo, thẳng thắng, một lòng muốn trở thành Hồ yêu mạnh nhất Hồ tộc; Đại tỷ Đồ Sơn Hồng Hồng (Dương Mịch) kiêu kỳ xinh đẹp - một trong những Hồ yêu mạnh bất phàm của Hồ tộc, không chỉ nắm giữ Đồ Sơn mà còn thống lĩnh toàn bộ liên minh Yêu tộc.
Trong một lần, Đồ Sơ Hồng Hồng cứu được cô nhi Đông Phương Nguyệt Sơ (Cung Tuấn) xông vào kết giới Đồ Sơn. Sau đó, Đông Phương Nguyệt Sơ "ăn vạ" và Hồng Hồng phải nhận cậu.
Năm tháng thoi đưa chàng thiếu niên Nguyệt Sơ năm nào đã lớn, dần dà nảy sinh tình cảm với Đồ Sơn Hồng Hồng. Nhưng lai lịch Nguyệt Sơ chẳng hề đơn giản. Sự ngăn cách giữa người và yêu như một vạch cản ngăn cách cả hai...

## Diễn viên

### Vai chính
- Dương Mịch vai Đồ Sơn Hồng Hồng (nữ chính)[2][3][4]
- Cung Tuấn vai Đông Phương Nguyệt Sơ (nam chính)[5]

### Vai phụ
- Quách Hiểu Đình vai Đồ Sơn Nhã Nhã[6]
- Ngụy Triết Minh vai Ngạo Lai Quốc Tam Thiếu
- Hồ Liên Hinh vai Đồ Sơn Dung Dung[7]
- Ôn Tranh Vanh vai Thạch Cơ
- Phạm Minh vai Phí Quản Gia
- Lương Siêu vai Đồ Sơn Bất Túy
- Hoàng Chí Vĩ vai Kim Nhân Phượng
- Lý Vũ Hạo vai Đồ Sơn Mỹ Mỹ
- Hồng Tiêu vai Phó Trừng
- Phùng Tiểu Đồng vai Đông Phương Lạc
- Chúc Tự Đan vai Bố Thái
- Dương Sĩ Trạch vai Thạch Khoan
- Trần Dao vai Luật Tiên Văn[8]
- Mao Tử Tuấn vai Nhan Như Ngọc
- Trần Đô Linh vai Nguyệt Đề Hà
- Trương Lăng Hách vai Hồ Vỹ Sinh[9]

## Nhạc phim[10]
- "Bảo Hộ" - Hoàng Ỷ San
- "Như Mộng" - Trương Kiệt
- "Nhất Thưởng" - Châu Thâm
- "Cho Nên Ta" - Cát Khắc Tuyển Dật
- "Sôi Nổi" - Thẩm Dĩ Thành
- "Nếu Người Cũng Nghe Thấy" - Viên Á Duy
- "Ôm Nhau" - Hồ Hạ
- "Chỉ Mình Chàng/Nàng" - Nhan Nhân Trung
- "Bạch Nguyệt Hoa Hồng" - Lý Kỳ

## Sản xuất và đón nhận

### Sản xuất
Hồ yêu tiểu hồng nương: Nguyệt hồng thiên là bộ phim đầu tiên tại Trung Quốc sử dụng công nghệ thực tế mở rộng XR, tức là được quay trực tiếp trước màn hình cong, không dùng phông xanh rồi hậu kỳ cảnh quay như bình thường.
Công nghệ tiên tiến này có thể khiến diễn viên nhập vai dễ hơn và tiết kiệm được thời gian hậu kỳ, đồng thời cũng giúp đạo diễn thấy được hiệu quả lên hình một cách nhanh chóng và trực tiếp nhất.

### Đón nhận
Ngay khi ra mắt 4 tập đầu tiên, phim đã có nhiệt độ ngày đầu phát sóng cao nhất năm 2024 của nền tảng IQIYI với hơn 7.000 điểm nhiệt. Bên cạnh đó, phim còn đứng thứ 2 trên bảng xếp hạng Datawin, với chỉ số 1.894, chỉ đứng sau phim Khánh Dư Niên 2 (Trương Nhược Quân - Lý Thấm đóng chính).